# Ulain Ferenc

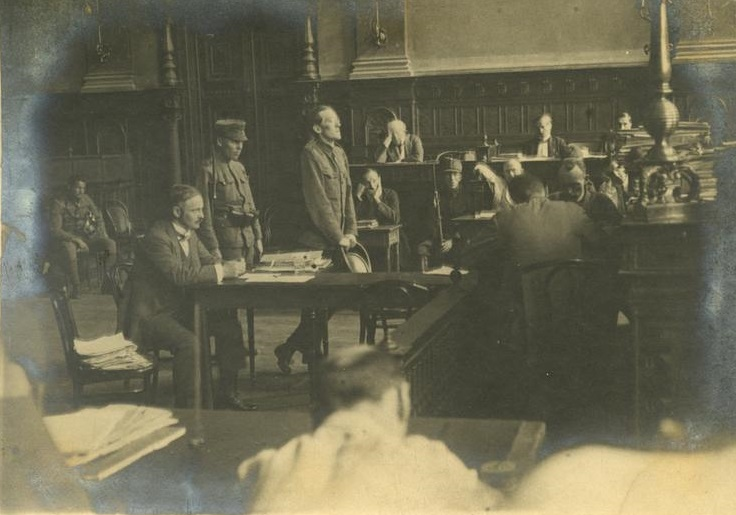
Ulain Ferenc (az asztalnál ülve) és Hüttner Sándor szembesítése az 1921-es Tisza-perben

Ulain Ferenc (Nagyszeben, 1881. július 8. – 1944 után) magyar szélsőjobboldali politikus, ügyvéd, újságíró, országgyűlési képviselő.

## Élete
Ulain Ferenc 1881. július 8-án született Nagyszebenben. Jogi egyetemi végzett, majd Déván nyitott ügyvédi irodát. Erdély Romániához kerülése után Budapestre költözött és részt vett a Tanácsköztársaság elleni ellenforradalmi mozgalmakban; emiatt egy időre börtönbe is került.
1919. szeptember 18-án megalapította a Szózat c. "keresztény, fajvédő" napilapot, amelynek 1922-ig a főszerkesztője volt (utána Bajcsy-Zsilinszky Endre vette át a lapot). 1922-ben a Somogy megyei barcsi kerületben a kormányzó Egységes Párt nevében nemzetgyűlési képviselővé választották. 1923-ban Gömbös Gyulával és más elvbarátaival kilépett a pártból és a rövid életű Keresztény Ellenzéki Szövetséghez csatlakozott.

### A "magyar sörpuccs"
Ulain kapcsolatban állt a bajor szélsőjobboldali körökkel, 1923 nyarán találkozott Hitlerrel és Ludendorffal. Ősszel egy Fritz Döhmel nevű fiatalember érkezett Budapestre, akit állítólag Hitler küldött egy szorosabb együttműködési megállapodás megkötésére, amely kilátásba helyezte a fegyveres segítséget is, ha a fajvédők erőszakkal akarják átvenni a hatalmat. Vele Ulain Ferenc, Szemere Béla főorvos (és volt segédrendőri milíciaparancsnok), valamint Bobula Titusz, amerikai állampolgárságú építészmérnök tartotta a kapcsolatot. Ulain az aláírt megállapodás egy példányával november 6-án Münchenbe indult, de a rendőrség leszállította a vonatról, elkobozta a küldeményt, másnap pedig őrizetbe vették. Mint kiderült, Döhmel kettős ügynök (vagy provokátor) volt és a tárgyalásokról informálta a rendőrséget. Az ügy azért is keltett nagy sajtóvisszhangot, mert Hitlerék november 8-án valóban megpróbálták átvenni a hatalmat Németországban (az. ún. müncheni sörpuccsal) így fennállt annak lehetősége, hogy Ulainék velük együttműködve hasonlót terveztek Magyarországon. 1924 februárjában a bíróság "lázadásra irányuló szövetség létesítése" vádpontban bűnösnek találta és (Szemerével és Bobulával együtt) egy hónap és 14 nap fogházra ítélte, amit a vizsgálati fogsággal kitöltöttnek tekintettek. Másod- és harmadfokon az "összeesküvőket" felmentették. 

### Későbbi pályafutása
1924 októberében alapító tagja volt a Gömbös Gyula vezette Magyar Nemzeti Függetlenségi (Fajvédő) Pártnak. 1925-ben ügyvédként ő intézte Gömbös Gyula válását első feleségétől. Az 1926-os választáson a fajvédő párt nagyon rosszul szerepelt, csak két képviselői helyet szerzett. Ulain is kiesett a parlamentből, ezután kilépett a pártból és a kisgazdákhoz csatlakozott; az 1931-es választáson az ő színeikben lett ismét képviselő. 1934-ben Eckhardt Tibor pártelnökkel ő is részt vett azon a titkos tárgyaláson, amelyet az akkor már miniszterelnök Gömbössel folytattak a kormánypárt Bethlen-féle szárnya elleni taktikáról. Képviselői mandátumát 1935-ben megújította, de 1939-ben alulmaradt kerületének nyilas jelöltjével szemben. 
Az 1940-es években a Szálasi-féle Nyilaskeresztes Párthoz csatlakozott. 1944 utáni sorsa ismeretlen, 1945-ben állítólag még látták Budapesten, majd Németországba szökött.    